# Jacqueline Janet
Jacqueline Anne Janet, née le 21 décembre 1919 dans le 16e arrondissement de Paris et morte le 11 mars 2016 à Neuilly-sur-Seine, est une Française élue Miss Bretagne en 1936, puis Miss Côte d'Azur et Miss France en 1937.
Elle est la 13e Miss France.

## Biographie

### Famille
Petite-fille de l'ingénieur et naturaliste Charles Janet (1849-1932), elle fait ses études au lycée Victor-Duruy et prépare l'École du Louvre avant d'entrer dans la compétition Miss France.
Elle est la mère d'Arielle Malard de Rothschild, présidente de l'ONG Care France et administratrice de Care International.

### Concours Miss France et Miss Europe
Elle est élue Miss Bretagne en 1936, puis successivement Miss Palm Beach  et Miss Côte d'Azur en septembre 1937 à Cannes, et enfin Miss France le 9 octobre 1937 à Paris. 
Candidate au titre de Miss Europe, elle se rend à Constantine en Algérie une semaine plus tard. Mais c'est finalement Britta Wickström (Miss Finlande) qui sera élue le 25 octobre 1937 parmi les 9 concurrentes issues des concours de leurs pays respectifs.